# ۸ (قمری)
۸ (قمری)، سال هشتم در گاهشماری هجری قمری است.

## رویدادها
- ۵ جمادی‌الاول: غزوه مؤته میان مسلمانان مدینه و ارتش امپراتوری روم شرقی.
- ۲۰ رمضان: فتح مکه توسط سپاه مسلمانان
- ۱۰ شوال: غزوه حنین میان مسلمانان و چند قبیله عرب

## زادگان
عبدالله بن حارث

## درگذشتگان
۵ جمادی‌الاول: جعفر بن ابی‌طالب از صحابه پیامبر اسلام، کشته شده در غزوه مؤته
 ذی القعده : زینب بنت محمد  دختر پیامبر اسلام
- آرماه (نجاشی) پادشاه حبشه